# Портильо, Хавьер Арнальдо
Хавьер Арнальдо Портильо Мартинес (исп. Javier Arnaldo Portillo Martínez; род. 10 июня 1981 года в Моролике, Гондурас) — гондурасский футболист, вингер клуба «Вида» и сборной Гондураса.

## Клубная карьера
В 2005 году Портильо начал свою карьеру в клубе «Мунисипаль Валенсия». В первом сезоне он играл не часто и по его окончании покинул команду, перейдя в «Комаягуа». В новом клубе Хавьер быстро завоевал место в основе и был одним из лидеров. В 2009 году он перешёл в «Мотагуа», которому в том же сезоне помог выиграть чемпионат Гондураса. В конце 2010 года Портильо подписал полугодовой контракт с командой «Вида». 15 января 2011 года в матче против «Реал Эспанья» он дебютировал за новый клуб. 2 февраля в поединке против «Марафона» Хавьер забил свой первый гол за «Виду».
В мае того же года Портильо подписал соглашение с «Олимпией». 28 июля в матче лиги чемпионов КОНКАКАФ против мексиканского «Сантос Лагуна» он дебютировал за новый клуб. 20 августа в поединке против своего бывшего клуба «Мотагуа» Хавьер забил свой первый гол за Олимпию.

## Международная карьера
30 мая 2011 года в товарищеском матче против сборной Сальвадора Портильо дебютировал за сборную Гондураса. В том же году он был включен в заявку национальной сборной на участие в Золотом кубке КОНКАКАФ. На турнире он сыграл в матчах против сборных Мексики, Коста-Рики и Ямайки

## Достижения
Командные
 «Мотагуа»
- Чемпионат Гондураса по футболу — 2009/2010